# Amauropsis bransfieldensis
Amauropsis bransfieldensis is een slakkensoort uit de familie van de Naticidae. De wetenschappelijke naam van de soort is voor het eerst geldig gepubliceerd in 1916 door Preston.